# روب ووكر (صحفي)
روب ووكر (بالإنجليزية: Rob Walker)‏ هو صحفي أمريكي، ولد في 1968 في أتلانتا في الولايات المتحدة.

## وصلات خارجية
- الموقع الرسمي